# Rajat Thakur
Rajat Thakur (Hindi रजत ठाकुर; * 30. Juni 1994) ist ein indischer Skirennläufer.

## Karriere
Thakur gab sein internationales Renndebüt am 5. März 2010 bei einem Juniorenrennen in Almaty. Sein erstes internationales Großereignis bestritt er im darauffolgenden Jahr bei den Weltmeisterschaften in Garmisch-Partenkirchen. Dort erreichte er im Riesenslalom den 125. Platz.
In den darauffolgenden Jahren startete er nur vereinzelt bei niederklassigen Junioren- bzw. FIS-Rennen an.
2017 versuchte Thakur sich für die Olympischen Winterspiele in Pyeongchang zu qualifizieren, zog sich jedoch kurz nach dem er die notwendigen FIS-Punkte erreicht hatte einen Kreuzbandriss zu.

## Erfolge

### Weltmeisterschaften
- Garmisch-Partenkirchen 2011: 125. Riesenslalom, DNQ Slalom

### Weitere Erfolge
- 3 Platzierungen unter den besten 30 bei FIS-Rennen